# Rhynchaglaea kumamotonis
Rhynchaglaea kumamotonis är en fjärilsart som beskrevs av Matsumura 1926. Rhynchaglaea kumamotonis ingår i släktet Rhynchaglaea och familjen nattflyn. Inga underarter finns listade.